# موسیقی ایلامی
موسیقی ایلامی بخشی از موسیقی کردی است. یکی از قدیمی‌ترین موسیقی‌های جهان کردی است و ایلامی همچون کُردی کلهری ، لکی ، بختیاری، شوشتری و بویر‌احمدی یکی از شاخه‌های موسیقی زبان کردی می‌باشد

## مقدمه
ایلام نام سرزمینی شکوهمند و باستانی است که امروزه بخش کوچکی از ان با همان نام در مناطق غربی وجنوب غربی کشور ایران قرار دارد. شرح زیبایی‌های محیط‌های طبیعی این مکان و ناحیه به وصف نمی‌اید. انگیزه‌های اجتماعی که در این زمینه نگارنده بیش از این پژوهش‌هایی دربارهٔ فرهنگ موسیقایی اقوام مختلف مستقر در ایران و آسیای میانه {آذربایجان، تاجیکستان، ترکمنستان} انجام داده‌است. از سه دهه گذشته و پس از انقلاب اسلامی نیز به دلایل مختلف از جمله دگرگونی ساخت، اجتماعی برگرفته از دوران جنگ باعث شد تا هنر موسیقی در این منطقه با بی مهری عمومی همراه شود.

## موسیقی
بسیاری از پدیده‌های طبیعی مثل آبشار و وزش باد و برگ درختان نیز نوای طبیعی موسیقی را ایجاد می‌کنند. پس باید قبول کنیم که موسیقی پدیده‌ای است که در فطرت و ذات انسان هاست.

## موسیقی و ابزار موسیقی
موضوع اصلی این نمایشگاه موسیقی ابزار موسیقی در سرزمین‌های اسلامی است. در این نمایشگاه با انواع آلات موسیقی نحوه ساخت و سازندگان آن‌ها آشنا می‌شویم و در عین حال می‌توانیم به اصیل‌ترین قطعات موسیقی در که با این سازه‌ها نواخته می‌شوند. برای استفاده بیشتر علاقه‌مندان موسیقی کشورهای اسلامی از سوی مسوولان نمایشگاه و صفحات گرامافون تهیه شده‌است.

## تقسیم‌بندی کلی موسیقی قومی
به‌طور کلی موسیقی اقوام در دو بخش ریتمیک و ملودیک جای می‌گیرد. در حالتی که موسیقی با نواختن چند نت میتوهند هویت ملی خود را به دیگران بشناساند ملودیک می‌گویند.
مانند موسیقی که کشور ژاپن دارد که با نواختن چند نت هویت این کشور و هویت ملی را می‌شناساند. از جمله می‌توان موسیقی کشور سنگال اشاره کرد. در این سرزمین فرد نقال نه تنها به عنوان موسیقی دان، خواننده، وگنجینه‌ای زنده از تاریخ شفاهی مطرح است و در این باره صحبت کرد که قوم کرد با به‌کارگیری تاکیدها ضد ضربهای خاص خود در اجرای ترانه‌ها بیش از ملودی بر ریتم تأکید دارد.
عوامل مؤثر بر شکل‌گیری موسیقی قومی
1. یک جغرافیا و شرایط محیطی # دو تعامل هنری اقوام هم جوار # سه تأثیرپذیری از فرهنگ غرب # چهار ورود اقوام و ملل دیگر به سرزمین میزبان # پنج زایش هنری قوم # شش تاریخ وقایع مربوط به آن # هفت تأثیرپذیری از ادیان، مذاهب و نحله‌های عرفانی و فلسفی.[۶]

## تأثیر جغرافیا بر موسیقی اقوام
تمامی فعالیت‌های انسانی از جمله موسیقی از تاریخ و جغرافیا تأثیر می‌گیرد. همان‌طور که از تاریخ موسیقی در دنیا سخن به میان آمده از جغرافیای موسیقی در سراسر دنیا سخن به میان نیامده است. حال آنکه قبل از اینکه تاریخ به میان آید جغرافیا تأثیر خود را بر موسیقی نیز گذاشته‌است و همین‌طور بر رفتارهای انسانی و چگونگی شکل‌گیری زندگی و هنر آنها بوده‌است.

## تأثیر تاریخ بر موسیقی اقوام
تأثیر عمده تاریخ بر فرهنگ به ویژه فرهنگ عام اقوام است. در استان ایلام به دلایل عمده‌ای از جمله درون‌گرایی اقوام منطقه و کم عنایتی برخی از آنها نسبت به موسیقی این گستردگی و تنوع مشاهده نمی‌شود و نخستین نمادهای تأثیر تاریخ بر موسیقی ایلام وجود بقایای موسیقی باستانی در این منطقه است.